# Artemide di Bana-Mighdall
Artemide di Bana-Mighdall (Artemis of Bana-Mighdall) è una supereroina Amazzone immaginaria, un personaggio dei fumetti pubblicati dalla DC Comics. Debuttò in Wonder Woman (vol. 2) n. 90 (settembre 1994), e fu creata dallo scrittore William Messner-Loebs e dall'artista Mike Deodato.

## Biografia del personaggio

### Sfondo della tribù Amazzone
Come descritto nella sua comparsa nei fumetti, Artemide nacque come Amazzone nella tribù Egiziana di Bana-Mighdall, che migrò dalla Grecia verso numerosi paesi Europei e del Medio Oriente prima di insediarsi definitivamente in Egitto. 3000 anni dopo, le due regine Amazzoni (Ippolita e Antiope) divisero la nazione Amazzone in due. La tribù di Ippolita viaggiò fino all'isolata isola di Themyscira (altrimenti nota come Isola Paradiso) per vivere vite immortali al fine di proteggere il portale verso il Sottomondo chiamato Portale della Distruzione. Alla tribù di Antiope invece non fu donata l'immortalità, e i suoi membri dovettero accoppiarsi con uomini comuni per assicurare la discendenza della tribù nel corso dei secoli. Dato che rinunciarono agli Dei dell'Olimpo una volta che le due Regine si divisero, cominciarono ad assimilare numerose religioni e dee dai molti paesi da loro visitati. Alcune di queste dee comprendevano Isis, Bast e Neith. Fu poi in Egitto che infine costruirono la città di Bana-Mighdall, che nella loro lingua si traduce come "Il Tempio delle Donne". Ringraziando le Amazzoni per la loro adorazione, una delle loro nuove dee creò una potente tempesta di sabbia persistente che circondasse e proteggesse la loro città da ogni esterno di cui non ci si potesse fidare, o "ariadnas". Le Amazzoni di Bana-Mighdall cominciarono poi un difficile commercio con le città esterne così da creare un mercato, e scambiarono le armi tipiche della loro gente e le abilità dei loro guerrieri in cambio di beni e schiavi con cui riprodursi.

### Enter: Artemis
Nel corso dei secoli, le armi e i servizi di Bana-Mighdall superarono l'offerta ed erano molto richiesti. Questo modo di vivere durò fino al XX secolo, e fu in questo periodo che nacque Artemide. Da bambina, Artemide fu cresciuta in povertà in mezzo alla sua tribù, girovagando nuda per le colline brulle e spesso soffrendo la fame. Verso l'età di 10 anni fu addestrata a portare dei pacchi di un peso di circa 25 kg di notte attraverso i campi di battaglia. Ad un certo punto nella sua adolescenza lasciò per un breve periodo la sua gente per cercare una nuova vita nel Mondo degli Uomini, alleandosi con Ra's al Ghul mentre questi pianificava di decimare il mondo con missili nucleari rubati grazie all'aiuto di Bizzarro, che lui aveva salvato, affermando di avere diciotto anni invece di quattordici e dimostrandosi una valida guerriera mettendo al tappeto numerose forze di Ra's. Dopo essere stata sconfitta da Batman - anche se l'abilità nel tenergli testa a quell'età fu molto impressionante - Artemide si rivoltò a Ra's dopo averlo portato a Themyscira con l'intenzione di fargliela utilizzare come base, realizzando durante l'attacco che non si sentiva di causare la morte della sua gente. Ritornò a casa dopo essere stata ispirata da un breve incontro con Superman, optando così per ritornare ad una vita di relativa tranquillità.
Infine, Wonder Woman trovò la loro città mentre era alla ricerca di Cheetah, che rubò il suo Lazzo della Verità. Dato che il linguaggio di Bana-Mighdall cambiò nel corso dei secoli acquisendo i dialetti del Medio Oriente, Diana ebbe difficoltà a comunicare con le Amazzoni appena scoperte. Così ci fu uno scontro tra lei e il capo guerriero delle Amazzoni Bana-Mighdall anche nota come Shim'Tar. Subito dopo il dio Ermes, arrabbiato e innamorato di Diana, si vendicò sulle Amazzoni del deserto per aver attaccato la sua amata, e la città di Bana-Mighdall fu distrutta. Senza casa, le Amazzoni rimanenti si allearono con la maga Circe, la nemesi di Wonder Woman. Giunsero all'accordo che in cambio della loro servitù durante gli eventi di Guerra degli Dei Circe avrebbe donato l'oro l'immortalità e una casa. Fu deciso che dato che la principessa Themysciriana era la causa iniziale della distruzione della loro città, avrebbero dovuto attaccare la sua città. Anche se aveva quattordici anni all'epoca, Artemide parlò davanti alla Regina e al Consiglio per protestare contro il piano d'attacco, poiché secondo lei le Amazzoni non avrebbero dovuto attaccarsi a vicenda, ma le sue suppliche furono ignorate e fu dato l'ordine di attacco.

### Amazzoni unite
Durante un attacco a Themyscira, la maga Circe mostrò la sua vera natura e teletrasportò l'isola in una dimensione di Demoni al fine di distruggere così entrambe le tribù. Le due tribù misero temporaneamente da parte la loro rivalità e combatterono i Demoni al fine di assicurare la sopravvivenza delle Amazzoni. Anche se passarono solo pochi mesi nel mondo reale, il tempo che le Amazzoni passarono nella dimensione dei Demoni durò dieci anni. Scoprendo che Circe fece scomparire la loro isola, Wonder Woman la costrinse a riportarla al suo luogo precedente. Una volta che questo fu fatto, Wonder Woman venne a sapere dell'invasione, della guerra dei Demoni e della tregua delle Amazzoni. Così incontrò Artemide, che ora era a metà dei suoi vent'anni. Le due cominciarono con il piede sbagliato, ma Diana vide che il cuore di Artemide era sincero.

### Wonder Woman
A causa del tempo passato nella dimensione dei Demoni, la Regina Ippolita cominciò ad avere visioni del futuro, e una di queste visioni incluse la morte di Wonder Woman. Tenendoselo per sé, la Regina indette una nuova gara per il titolo di Wonder Woman, affermando che sentiva che Diana si dimostrò inadeguata al ruolo, sebbene l'insistenza di Diana nel dire che il mondo esterno era molto più complicato di quanto potessero immaginare. Escludendo inizialmente le nuove Amazzoni, la Regina Ippolita dovette ammettere anche loro nella votazione su insistenza di Diana. Grazie ad alcuni giri mistici da parte di Ippolita, Artemide vinse la gara e divenne la nuova Wonder Woman. Ippolita quindi dichiarò ad entrambe le tribù che considerava Artemide sua figlia per aver vinto la gara, e durante il suo intero periodo come Wonder Woman, Artemide indossò la tiara di Diana. Come dono per aiutarla nella sua nuova missione, ad Artemide furono donati numerosi oggetti magici: i bracciali di Atlante che incrementano la forza dell'indossatore di dieci volte, i sandali di Ermes che donano la velocità e l'abilità di volare, e il dorato Lazzo della Verità che costringeva chiunque ne fosse legato a dire solo la verità.
Anche se Artemide tentò diligentemente di distinguersi dalla sua predecessore sia a New York che a Boston, ciò si dimostrò piuttosto arduo. Il suo approccio a diverse situazioni furono viste spesso come violente più che benefiche. A causa di ciò, e a causa del rispetto del Mondo degli Uomini verso Diana, Artemide ricevette spesso risposte fredde da coloro che tentava di aiutare, estendendole anche al suo breve periodo nella Justice League. Superman una volta disse a Diana che Batman rifiutò di fare sedere Artemide alla sua sedia durante gli incontri della League. Anche la gemella di Diana, Donna Troy, dimostrò del risentimento verso Artemide che portava il titolo di Wonder Woman, cosa che fece sì che il loro primo incontro sfociasse in un fervente litigio.
Più avanti, Artemide incontrò i rappresentanti di una compagnia di pubbliche relazioni che accettarono di aiutarla con la sua immagine pubblica. Quello di cui Artemide non era a conoscenza era che la compagnia, con l'aiuto del Mago Bianco, aveva in serbo per lei numerose battaglie con altri uomini super umani. Tuttavia, lei decise infine di aiutare gruppi oppressi, come lavoratori immigrati e donne maltrattate. Una volta che scoprì questa verità decise di dimostrarsi all'altezza cercando di sopraffare da sola il più grande boss della mafia di Boston: Julianna Sazia. Incapace di catturare Julianna, Artemide distrusse la sua armata di robot e la villa piena di trappole. Successivamente, l'arroganza di Artemide prese il sopravvento, e la fece morire in una battaglia contro il Mago Bianco che ottenne poteri estremi mentre accidentalmente veniva trasportato all'Inferno. Così, la visione della morte di Wonder Woman da parte della Regina Ippolita divenne realtà (anche se, ironicamente, Diana morì per un breve periodo dopo la scomparsa di Artemide; Ippolita utilizzò un incantesimo per risvegliare Diana durante la gara e a causa della sua forza indebolita perse un incontro cruciale).

### Requiem
Dopo la morte di Artemide come Wonder Woman, la sua anima fu inviata ad una forma di Inferno, e durante il suo soggiorno nell'aldilà, divenne la sposa di uno dei 13 Principi regnanti dell'Inferno di nome Dalkriig-Hath, e come sua sposa Artemide divenne parte della sua legione di guerrieri demoniaci. Infine, Artemide sconfisse Dalkriig-Hath e riottenne l'accesso al mondo dei viventi. Volendo separarsi dal precedente titolo di Wonder Woman, utilizzò le abilità imparate nel Tartaro a suo vantaggio e si unì ad un gruppo di demoni a caccia di eroi di nome Hellenders. Con base a Waverly, Pennsylvania, le fu assegnato il soprannome di Javelin, che subito rifiuto adottando quello di Requiem. Artemide sviluppò un interesse romantico per il suo compagno di squadra Sure-Shot, un maestro di arsenali e armi da proiezione. Questo interesse cadde però quando scoprì che la sicurezza di sé percepita in Sure-Shot derivava dalle droghe psicotropiche che erano state create per fare sì che i membri degli Hellenders fossero senza paura durante il combattimento contro i demoni e i ghul.
Artemide divenne amica di una donna di nome Henrietta Jessup, nota con il soprannome di Sojourner. Anche se Sojourner non aveva alcuna abilitò da guerriera di cui parlare, Artemide le rimase amica e le fece da istruttrice per renderla una vera Amazzone. Per ragioni sconosciute Artemide lasciò gli Hellenders e aiutò Diana a Gateway City come compagna di lotta al crimine. Divenne poi una grande amica di Cassie Sandsmark. La relazione di Artemide con la sua insegnante/mentore con Sojourner fu poi estesa quando Wonder Woman chiese ad Artemide di prendere Cassie come nuova allieva. Fu grazie all'addestramento Amazzone di Artemide che Cassie ottenne le abilità che fecero di lei la nuova Wonder Girl. PIù tardi, il ruolo di Artemide si estese ancora di più quando le fu chiesto di addestrare al combattimento anche Supergirl. Fu durante l'incontro iniziale con Supergirl che Artemide avrebbe avuto il suo incontro di vendetta contro Batman per il suo atteggiamento ostile verso di lei quando tentò di unirsi alla League. Artemide sconfisse Batman in un combattimento uno contro uno, ma fu comunque sottomessa da uno dei dardi a tranquillante di Batman.
La demonessa sotterranea Belyllioth, che servì da maestra per alcuni demoni Mirmidoni, contattò Artemide per informarla di una certa agitazione nel Tartaro. Con la morte di Dalkriig-Hath, i restanti dodici principi dell'Inferno si battevano per il dominio del regno rimasto. Come vedova di Dalkriig-Hath, Artemide era, per diritto, la prossima nella linea di successione a dover regnare nella sua regione dell'Ade. Artemide mise fine alla guerra demoniaca presentandosi di persona davanti ai dodici demoni regnanti per prendere ufficialmente possesso della stazione dell'ex marito. Dopo la cerimonia di benedizione, Artemide rivelò che in realtà la benedizione era stata data a Belyllioth, che aveva magicamente assunto la forma di Artemide. Arrabbiati per il tradimento, i dodici giurarono vendetta contro Artemide non appena fosse ritornata nell'Ade. Fortunatamente per lei, la sua devota amica Belyllioth (ora ufficialmente una dei 13 governanti del Tartaro) giurò la sua alleanza e protezione all'Amazzone per l'eternità.
Durante il periodo di John Byrne nei fumetti di Wonder Woman, egli insinuò che Artemide ebbe in precedenza una relazione con il Nuovo dio Kantō. Ciò cadde fuori dalla storia stabilita in quanto nessuna connessione precedente di Artemide o delle Amazzoni ad Apokolips fu stabilita fino all'invasione di Themyscira da parte di Darkseid poco dopo la morte di Artemide. A causa di ciò, l'unico momento in cui Artemide poteva aver conosciuto Kanto sarebbe potuto essere prima che le Banas invadessero l'Isola Paradiso, lasciando Artemide tra l'infanzia e i quattordici anni di età. Ma così sarebbe stata troppo giovane per avere avuto una relazione con un uomo adulto, infatti la stessa Artemide ammise nella serie Requiem che era ancora vergine, rimuovendo così la trama di una possibile relazione tra la giovane e Kanto.

### Shim'Tar
Qualche tempo dopo, Artemide ritornò a Themyscira per aiutare le sue sorelle Amazzoni nella difficile condizione di vita in cui continuavano a lavorare a causa delle animosità tra le due tribù. La guerra civile infine irruppe tra i due gruppi di Amazzoni, lasciando che Artemide prendesse il titolo del capo guerriero della sua tribù, o Shim'Tar. Lo fece nella speranza di terminare la guerra e guidare entrambe le tribù a negoziazioni di pace. Come Shim'Tar, Artemide si batté con la Regina Ippolita, che era in carica come nuova Wonder Woman. Durante la loro battaglia, Artemide ricordò ad Ippolita che alla regina Themysciriana non fu donata l'armatura come una sorta di onore, ma come punizione per causato la sua morte e quella di sua figlia Diana. Tornata finalmente in sé, Ippolita perdonò le Amazzoni di Bana-Mighdall per le loro precedenti trasgressioni, e si unì a sua figlia Diana sul campo di battaglia. Insieme, le due Amazzoni rinunciarono alle loro corone, lasciando l'isola senza un governo in attività nella speranza di terminare un massacro non necessario portato dalla guerra. Riuscirono nel loro intento, e con un voto unanime Artemide e il Generale Philippus furono dichiarati co-governanti dell'isola. A Philippus fu dato il titolo di Cancelliere e Asconte Eponimo, mentre ad Artemide fu dato il titolo di Polemarca. Fu spiegato che Arconte Eponimo equivale al titolo ufficiale di Presidente, mentre la posizione di Polemarca si sarebbe potuto tradurre come Signora della Guerra, simile alla posizione del Comandante in capo.
Come co-governante Artemide aiutò ad introdurre una nuova era per le Amazzoni invitando degli esterni a comunicare su Themyscira. Ciò incluse persone collegate alla Terra così come razze aliene. Insieme alla sua gente, Artemide venne a conoscenza dell'avanzata tecnologia aliena e delle nuove abilità di battaglia. Sfortunatamente non tutti accolsero l'invito in modo caloroso: il governo degli Stati Uniti portò delle navi da guerra lungo i bordi dell'isola e del territorio nazionale. Poi, il presidente statunitense, Jonathan Vince Horne chiese un incontro con Artemide, Philippus e Diana. Fece sì che il Capo di gabinetto della Casa Bianca, Mr. Ables, li informasse che il governo statunitense avrebbe facilitato il blocco se le Amazzoni avessero acconsentito a trasferire le cianografie su come crearono il Raggio Viola. Il trio firmò un "no" come risposta, dicendo al Presidente che temevano che il governo degli Stati Uniti avrebbe utilizzato il Raggio Viola come arma, e a causa di ciò rimase la tensione tra le due nazioni.

### Scomparsa delle Amazzoni
Attraverso le macchinazioni di un satellite artificiale di nome Brother Eye, ci fu un colpo militare contro Themyscira nel tentativo di un genocidio verso le Amazzoni. Un enorme sciame di unità OMAC furono inviate sull'isola e cominciarono ad attaccare le Amazzoni come parte degli eventi di Crisi infinita. A causa di ciò, così come degli attacchi precedenti contro l'isola fin da quando Diana divenne Wonder Woman, fu deciso da Artemide e Philippus che l'intera isola di Themyscira e tutti i suoi abitanti (senza Diana) sarebbero stati trasportati in una dimensione nascosta grazie alle divinità Olimpiche e di Bana-Mighdall. Artemide e le Amazzoni rimanenti prosperarono in questa dimensione per un anno di pace.
Successivamente, la maga Circe entrò nella dimensione di protezione delle Amazzoni e resuscitò la Regina Ippolita dalla morte, e informò le Amazzoni che Diana era detenuta illegalmente dal governo degli Stati Uniti e che sarebbe stata torturata finché non avesse rivelato il segreto del Raggio Viola. Per questo, le Amazzoni decisero di restituire ad Ippolita il suo titolo regale, e seguirono il suo ordine di invasione di Washington che portò così agli eventi di Amazons Attack!. Artemide e Philippus furono assegnati a sorvegliare la battaglia, ma presto persero fede in Ippolita quando scoprirono alcune delle sue azioni verso il Mondo degli Uomini si dimostrarono meno onorevoli. A causa del loro fallimento nel fermare Ippolita durante la guerra, Nonnina Bontà, sotto copertura, maledisse tutte le Amazzoni cancellando tutti i loro ricordi e mandandole nel mondo con false personalità. Sotto la nuova identità, Artemide fu vista indossare abiti civili da viaggio vicino alla Grande muraglia cinese.
Con il ritorno degli dei dell'Olimpo, Zeus ricostituì i ricordi delle Amazzoni molti mesi dopo che questi scomparvero e le fece ritornare su Themyscira, ma Artemide non tornò con loro. Invece, fu rapita durante il periodo di perdita di memoria dal leader schiavo Mr. Smyth. Nel momento in cui la sua memoria ritornò si ritrovò ammanettata, drogata e piazzata in una copia del suo costume da Requiem. Mentre era prigioniera, Smyth la drogò, la torturò e tentò di farle il lavaggio del cervello, cosa a cui Artemide riuscì a resistere grazie alla forza di volontà, e fu liberata dalla simpatizzante criminale banshee Jeannette. Quindi, Artemide venne a sapere che lei e le Amazzoni di Bana-Mighdall furono catturate e inviate sulla Devil's Island di Smyth dal governo degli Stati Uniti a causa dei crimini di guerra che commisero contro gli Stati Uniti durante gli eventi di Amazons Attack!. Nonostante ciò, Artemide convinse numerosi membri dei mercenari Segreti Sei ad aiutarla a liberare le sue sorelle. Dopo questa missione Smyth fu ucciso da un membro dei Segreti Sei prima che Artemide potesse esercitare la sua vendetta su di lui.
Una volta liberate, Artemide e le Amazzoni rimanenti radunarono i loro morti e fu loro prestato un trasporto magico per ritornare a Themyscira dove salutarono Ippolita e Philippus. Ritornata all'isola, Artemide scoprì che ora le Amazzoni erano governate da Achille e dall'Amazzone impazzita Alkyone, e volle subito discuterne con la struttura monarchica in atto. Artemide aiutò ad organizzare un gruppo per detronizzare Alkyone e con sua sorpresa scoprì che Achille e la sua gente erano più che disposti ad aiutarla nel suo colpo di Stato; il colpo fu un successo e ancora una volta fu creata una nuova struttura governante per l'isola.

## Poteri e abilità
Artemide possiede il massimo della forza, della velocità e di riflessi umani. È una maestra del combattimento corpo a corpo combinando molte tecniche di combattimento ed è un'esperta sia nell'utilizzo che nella creazione delle armi (prediligendo arco e frecce, ma anche partendo dalle lame fino alle armi automatiche).
Artemide possiede la giovinezza eterna che le fu donata da Circe: questa forma di immortalità non prevede però resistenza ai danni o addirittura alla morte. Possiede la conoscenza di base di alcuni incantesimi imparati nell'Oltretomba inclusi:
- Auto-Transmogrificazione, utilizzando la frase "Punji Baal T'Alemi Dar Baharin" per cambiare in un'altra persona o creatura e quindi pronunciando le parole al contrario per ritornare alla forma originaria. Questo incantesimo richiede un sacco di energia derivante dalla forza vitale[45].
- Inversione di Incantesimo, che utilizza per tramutare creature trasformate in demoni nella loro forma umana[20][46].
- Senso Demoniaco, che le permette di sapere quando un demone sta occultando le sue sembianze passando per un umano[5].

### Armi
Mentre indossa i Bracciali di Atlante, la forza di Artemide incrementa fino a 10 volte il suo normale livello. Utilizzando i Sandali di Ermes Artemide possiede l'abilità di volare e di correre a velocità elevata. L'Armatura di Shim'Tar le fornisce una limitata invulnerabilità e altri tratti magici sconosciuti.

## Versioni alternative

### La Linea Temporale di Morrigan
- Ad un certo punto nei fumetti un dio non rivelato andò nel passato e massacrò la maggior parte delle Amazzoni nel mondo, Artemide inclusa. In questa nuova linea temporale la dea trinità Mórrígan resuscitò Artemide dalla morte, affermando che era una delle Hysminai. Le acque dell'Oltretomba fecero come di seguito: Acheronte purificò il dolore della morte, Cocito aiutò i lamenti, Flegetonte bruciò tutto l'amore, il Lete spazzò via tutti i ricordi, e lo Stige riempì il suo spirito di odio. Fu detto quindi che Artemide era l'avatar della dea oscura Aletto, e fu inviata dalla dea a trovare le Amazzoni rimanenti e le loro principesse al fine di vendicarsi per aver lasciato il suo corpo sul campo di battaglia[47]. Dopo numerose schermaglie, Diana riuscì a rimuovere l'influenza della dea della guerra su Artemide utilizzando il Lazzo della Verità. Una volta che avvenne, Artemide riprese il suo posto come uno dei soggetti Amazzoni di Diana, ma infine morì contro la sua ex dea difendendo Diana.

### Flashpoint
- In una linea temporale alternativa a cui ci si riferisce come Flashpoint, Artemide è la guardia del corpo personale della sorella di Ippolita, Penthesileia. Penthesileia era arrabbiata per l'imminente matrimonio tra Wonder Woman e Aquaman. Cospirò con il fratello di Aquaman, Ocean Master, per evitare che ciò accadesse. Phentesileia ordinò ad Artemide di travestirsi con l'armatura di Garth così da assassinare Wonder Woman il giorno delle nozze. Ippolita tuttavia fermò l'omicidio prevenendo l'attacco, ma nel fare ciò fu lei a rimanere uccisa. Artemide fu catturata da Garth mentre indossava la sua armatura, subito lo sconfisse e utilizzò il suo corpo incosciente per incolparlo dell'assassinio[48]. Aquaman e gli Atlantidei quindi visitarono Themyscira al fine di negoziare la pace, mentre Artemide faceva cadere delle bombe sull'isola. Successivamente, Artemide si unì alle Amazzoni alla conquista del Regno Unito, rinominandolo Nuova Themyscira[49]. Durante lo stesso periodo, Artemide tentò di uccidere il membro della resistenza Lois Lane[50]. Benché Lois fu salvata dal membro della resistenza Britannia utilizzando le granate lacrimogene per fuggire, Britannia fu ferita seriamente da Artemide[51]. Più avanti, quando Artemide e le Furie Femminili|Furie si batterono con la Resistenza, Artemide seguì Lois e Britannia nella tana a Westminster: colpì Britannia alla schiena con una freccia. Quando Lois prevenne di venire attaccata, Artemide la afferrò e tentò di ucciderla, ma Britannia riuscì a raggiungere la sua armatura e la uccise volando attraverso il suo corpo, dividendola in due e salvando Lois[52].

## In altri media

### Televisione
Un'Amazzone senza nome somigliante ad Artemide comparve nell'episodio "Un mistero di nome Aresia/Supremazia femminile" della serie animata Justice League.

### Film
- Artemide comparve nel film animato del 2009 Wonder Woman, doppiata in originale dall'attrice americana Rosario Dawson[53]. Questa versione di Artemide fu descritta come un'Amazzone di Themyscira che combatteva al fianco della Regina Ippolita nell'antica Grecia. Ad un certo punto, Ippolita affermò che Artemide era la guerriera più feroce dell'epoca. Una volta ottenuta la vita immortale sull'Isola Paradiso, le abilità di guerriera di Artemide furono sorpassate dalla figlia di Ippolita, Diana. Da adulta, Diana fu in grado di sconfiggere Artemide in diverse discipline. Quando fu tenuta una gara per determinare quale Amazzone era sufficientemente forte da scortare Steve Trevor nel Mondo degli Uomini, la Regina Ippolita assegnò ad Artemide di coordinare gli eventi. Non ci fu alcuna spiegazione del perché Artemide non partecipò alla gara. In più, nel film le Amazzoni di Bana-Mighdall non furono menzionate.
- Artemide comparve nel film animato del 2010 Superman/Batman: Apocalypse, doppiata in originale dall'attrice Rachel Quaintance. Nel film Artemide fu mostrata addestrante Supergirl per incrementare le sue abilità nel combattimento corpo a corpo. Artemide fu mostrata mentre guidava le Amazzoni in battaglia contro un'armata di Doomsday e mostrò apprezzamento verso Superman che la salvò. Nella sua ultima comparsa Artemide fu mostrata nell'arena di battaglia mentre partecipava al debutto di Supergirl nel suo costume ufficiale blu e rosso con mantello.
- L'ex pugile statunitense Ann Wolfe ha prestato il volto ad Artemide nel film Wonder Woman, diretto da Patty Jenkins, uscito nel 2017 e ambientato all'interno del DC Extended Universe.[54]

### Giochi
- Artemide compare come personaggio non giocabile nel videogioco del 2008 Mortal Kombat vs. DC Universe.
- Artemide compare anche nel gioco slot-machine Wonder Woman prodotto da CryptoLogic[55]. Il gioco debuttò nel dicembre 2009 su InterCasino.com[56].

### Libri
Cenni in lavori scritti:
- Wonder Woman: Gods and Goddesses di John Byrne (settembre 1998) Prima Lifestyles;
- How to Draw Wonder Woman di John Delaney (settembre 1998) Walter Foster Publishing;
- Wonder Woman: The Life and Times of the Amazon Princess di Les Daniels (2001) Chronicle Books. Successivamente ristampato come Wonder Woman: The Complete History nell'aprile 2004;
- Wonder Woman: The Ultimate Guide to the Amazon Princess di Scott Beatty (novembre 2003) DK Publishing;
- The Ultimate Wonder Woman Sticker Book di Alastair Dougall (novembre 2003) DK Publishing;
- Wonder Woman di S. D. Perry e Britta Dennison (gennaio 2009) Pocket Star Publishing;
- Unbound: A Devotional Anthology for Artemis di Bibliotheca Alexandrina (maggio 2009) CreateSpace;
- Wonder Woman: Amazon. Hero. Icon. di Bob Greenberger. Prologo di George Pérez. (aprile 2010) Universe Books.

### Romanzi grafici
Le storie di Artemide furono raccolte in numerosi romanzi grafici:
- Trinity: Batman/Superman/Wonder Woman dal n. 1 al n. 3 di Matt Wagner
- The Contest: Wonder Woman (vol. 2) dal n. 90 al n. 93 e n. 0
- La Sfida di Artemide: Wonder Woman (vol. 2) dal n. 94 al n. 100
- Requiem: Artemis: Requiem dal n. 1 al n. 6
- Paradise Lost: Wonder Woman (vol. 2) dal n. 164 al n. 170 e Wonder Woman Secret Files n. 2
- Paradise Found: Wonder Woman (vol. 2) dal n. 171 al n. 177 e Wonder Woman Secret Files n. 3
- Down to Earth: Wonder Woman (vol. 2) dal n. 195 al n. 200
- Bitter Rivals: Wonder Woman (vol. 2) dal n. 201 al n. 205
- Eyes of the Gorgon: Wonder Woman (vol. 2) dal n. 206 al n. 213
- Land of the Dead: Wonder Woman (vol. 2) dal n. 214 al n. 217 e The Flash (vol. 2) n. 219
- Secret Six: Depth: Secret Six dal n. 8 al n. 14
- The Essential Wonder Woman Encyclopedia di Phil Jimenez e John Wells (aprile 2010) Del Rey Books

### Giocattoli
- Nel 1999 la Warner Bros. rilasciò i puzzle da 1000 pezzi "Heroes of the DC Universe" designati esclusivamente per i loro Warner Bros. Studio Stores. I puzzle raffigurano una vasta gamma di personaggi DC Comics, Artemide inclusa vestita nel costume di Requiem verde e bianco. Il prezzo originale è di 12 dollari americani[57].
- Il 14 marzo 2001 la DC Direct rilasciò la action comics di Artemide come parte della linea "Amazzoni e Avversari". Fu raffigurata in un'uniforme verde e nera datale durante il periodo dello scrittore Eric Luke nel fumetto Wonder Woman. La statuina era alta circa 35 cm e includeva gli accessori: arco, faretra e una spada[58].
- Nel 2007 un giocattolo di Artemide fu prodotto dalla HeroClix. Fu prodotta con indosso il costume di Wonder Woman nella posizione di lancio di una freccia nel mezzo di una battaglia. Il giocattolo incluse una carta di riconoscimento collezionabile, che narrava riguardo alle origini di Artemide, i suoi poteri e livelli di abilità[59].
- Nell'ottobre 2008 la Mattel rilasciò un'action figure alternata di Artemide come parte della linea di giocattoli DC Universe Classic. Fu prodotta con indosso l'uniforme di Wonder Woman con tanto di arco e frecce[60].
- Il 10 novembre 2010 fu prodotta una statua in serie limitata in PVC di Artemide dalla DC Direct come parte della loro linea "Ame-Comi". La statuina era una "repaint" di una statua precedente di Wonder Woman disegnata da Dustin Nguyen e scolpita da Jack Mathews. La statua era alta poco più di 45 cm e fu prodotta con indosso una versione alternata del costume di Wonder Woman ma con colore verde e argento. Anche questa fu prodotta con insieme una spada, uno scudo e in piedi. Prezzo originale 60 dollari americani[61].
- Nel 2010 la Tonner Doll Company Inc. rilasciò una serie limitata in vinile di circa 33 cm di bambole di Artemide al New York Comic Con. La serie di bambole fu limitata a 200 pezzi, di cui le invendute furono inserite come disponibili sul sito della Tonner. La bambola fu offerta a 139,99 dollari americani al New York Comic Con e offerta a 149,99 dollari americani via sito web[62][63].

## Ispirazioni nei fumetti
Il nome di Artemide è una referenza volontaria all'identificazione sincrotica della Artemide greca e della Diana romana. L'editore Paul Kupperberg caratterizzò le due Wonder Women, Artemide e Diana, come "due facce della stessa moneta". Non fu naturalmente la prima volta che questo dispositivo di denominazione fu utilizzato nei fumetti di Wonder Woman.
- Artemide, la Wonder Woman antica vista in Wonder Woman vol. 1 dal n. 298 al n. 302 (dello scrittore Dan Mishkin e dell'artista Gene Colan), fu una predecessore e tipologia di Diana, ambientata in tempi antichi. Artemide fu rianimata da Circe che la mise sulla strada per uccidere la figlia della Regina Ippolita. Nella battaglia Diana notò che la scheletrica Artemide era più forte di quanto fosse lei utilizzando tutti i simboli delle antiche guerriere Amazzoni.

Le sembianze di Artemide furono influenzate da altri due personaggi dei fumetti:
- Il membro dei Wildcats (fumetto)|Wildcats, Zelota (personaggio)|Zealot, una Kherubim e una guerriera Coda. Zealot è l'immortale ex Majestrix di tutte le guerriere chiamate Coda e aiutò a sviluppare le loro virtù e pratiche. Dopo aver fallito nel seguire le sue stesse regole sotto Coda, lasciò il clan e da allora le danno la caccia. I capelli lunghi di Artemide derivano dalla coda di cavallo tipica di Zealot. L'artista Mike Deodato ammise di aver basato le sembianze di Artemide su quelle di Zealot[64].
- L'Amazzone Orana comparsa in Wonder Woman vol. 1 n. 250 e n. 251 (dicembre 1978 - gennaio 1979). In questa storia, l'Amazzone Orana sfidò Diana in un torneo per affermare il titolo di Wonder Woman. Riuscì nell'intento, ma la sua arroganza la portò alla morte poco dopo nel suo regno. Come Artemide, Orana fu una fiera donna con i capelli rossi che morì nelle vesti di Wonder Woman.